# Michael Holroyd
Michael de Courcy Fraser Holroyd (Londra, 27 agosto 1935) è uno scrittore e biografo britannico.

## Biografia
Nato a Londra nel 1935, ha studiato all'Eton College.
Dopo aver lavorato per due anni in uno studio legale si è arruolato nell'esercito prima di congedarsi nel 1958 per dedicarsi all'attività di scrittore.
Autore di un romanzo, alcuni saggi e tre opere autobiografiche, è principalmente noto per aver pubblicato numerose biografie tra le quali si ricordano i 3 volumi dedicati ad Augustus John, i 5 libri su George Bernard Shaw e i 4 su Lytton Strachey.
Nominato Commendatore dell'Ordine dell'Impero Britannico nel 1989 e Cavaliere nel 2007, nel corso della sua carriera ha ottenuto numerosi riconoscimenti, l'ultimo dei quali è stato il James Tait Black Memorial Prize per la migliore biografia con A Strange Eventful History.

## Vita privata
Sposatosi nel 1982 con la scrittrice Margaret Drabble, la coppia vive in case separate.

## Opere (parziale)

### Saggi/Biografie
- Lytton Strachey: A Critical Biography volume 1: The Unknown Years (1880-1910) (1967)
- Lytton Strachey: A Critical Biography volume 2: The Years of Achievement (1910-1932) (1968)
- Unreceived Opinions (1973)
- Augustus John: A Biography volume 1: The Years of Innocence (1974)
- The Art of Augustus John con Malcolm Easton (1974)
- Augustus John: A Biography volume 2: The Years of Experience (1975)
- Bernard Shaw volume 1: 1856-1898: The Search for Love (1988)
- Bernard Shaw volume 2: 1898-1918: The Pursuit of Power (1989)
- Bernard Shaw volume 3: 1918-1950: The Lure of Fantasy (1991)
- Bernard Shaw volume 4: 1950-1991: The Last Laugh (1992)
- The Shaw Companion (1992)
- Lytton Strachey: l'arte di vivere a Bloomsbury (Lytton Strachey: The New Biography, 1994), Milano, Il Saggiatore, Collana La Cultura n.738, 2011 traduzione di Luca Fusari ISBN 978-88-428-1502-0.
- Augustus John: The New Biography (1996)
- Bernard Shaw (1997)
- Works on Paper: The Craft of Biography and Autobiography (2002)
- A Strange Eventful History: The Dramatic Lives of Ellen Terry, Henry Irving and their Remarkable Families (2008)
- On Wheels (2013)

### Romanzi
- A Dog's Life (1969)

### Memoir
- Basil Street Blues (1999)
- Mosaic (2004)
- A Book of Secrets: Illegitimate Daughters, Absent Fathers (2010)

## Adattamenti cinematografici
- Carrington, regia di Christopher Hampton (1995)

## Premi e riconoscimenti
Prix du Meilleur livre étranger
- 1996 vincitore nella categoria "Saggio" con Carrington

Premio David Cohen
- 2005 alla carriera[7]

James Tait Black Memorial Prize
- 2008 vincitore nella categoria "Biografia" con A Strange Eventful History